# Windpark Schwarzenberg
Der Windpark Schwarzenberg ist ein Windpark im Landkreis Marburg-Biedenkopf. Er befindet sich auf dem Gebiet der Gemeinde Breidenbach und der Stadt Biedenkopf. Zusammen mit dem Windpark Weißenberg bilden beide Parks eine „Windfarm“. Insgesamt neun Anlagen auf dem namensgebenden Gebiet um den Schwarzenberg sind seit Januar 2017 in Betrieb.

## Geschichte und Bau
Im November 2015 wurde die Genehmigung vom Regierungspräsidium Gießen erteilt und im Dezember 2015 mit dem Bau begonnen. Projektiert wird der Park von der EAM Natur GmbH.
Mitte August waren alle Fundamente für die Anlagen sowie fünf der neun Türme fertiggestellt. Die für Dezember 2016 geplante Inbetriebnahme wurde auf Anfang 2017 verschoben.
Ab dem September wurden die Rotorblätter der Anlagen angeliefert. Die Transportfahrzeuge fahren dazu ab dem Abzweig der B 253 in Breidenbach rückwärts über die Landesstraße 3049 bis nach Wolzhausen. Die Fahrtdauer dafür wird mit jeweils etwa eineinhalb Stunden angegeben. Jeweils nachts von 22 bis 6 Uhr finden die Fahrten statt und führen aufgrund der Straßensperrung zu Verkehrsbehinderungen.
Der Windpark nahm Ende Januar 2017 seinen Betrieb auf. Für das Projekt wurden 4 Hektar Wald gerodet und 11,85 ha zur industriellen Nutzung umgewidmet.

## Betrieb

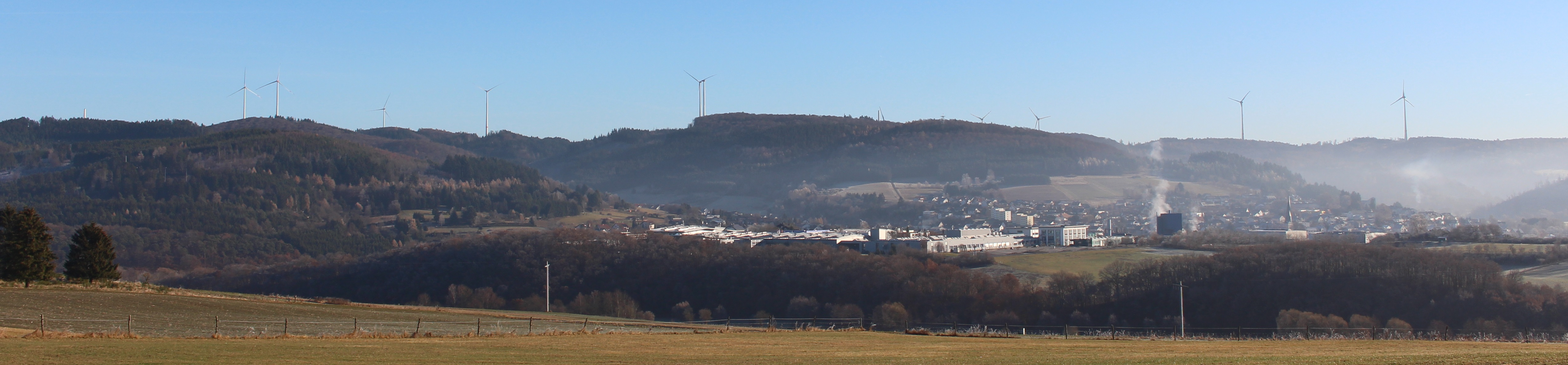
Windpark Schwarzenberg (links) zusammen mit Windpark Weißenberg (Dezember 2016)

Der Windpark Schwarzenberg befindet sich zu gleichen Teilen in der Hand der kommunalen Stadtwerke von Biedenkopf und Breidenbach. Der Strom wird an einem Umspannwerk nahe der Kläranlage in Wallau eingespeist.
Als Auflage zum Schutz von Fledermäusen werden die Windenergieanlagen nachts je nach Wetterlage von April bis Oktober teils abgeschaltet. Ebenso wird der Windpark für den Kranichzug jeweils zweimal im Jahr für einige Tage stillgelegt.
Der Windpark hat ein Regelarbeitsvermögen von 64 Mio. Kilowattstunden im Jahr.

## Windkraftanlagen und Technik
Bei den Anlagen handelt es sich um Anlagen des Herstellers Nordex vom Typ N117/2400 mit je einer Leistung von 2,4 Megawatt. Diese ergeben insgesamt eine installierte Leistung von knapp 21,6 MW. Die Windkraftanlagen haben einen Rotordurchmesser von 117 Metern und eine Nabenhöhe von 141 Metern. Dies ergibt eine Gesamthöhe von etwa 200 Metern.
- Karte mit allen Koordinaten:
- OSM |
- WikiMap

| Anlage | Aufstellung | Gemeinde    | Koordinaten |
| ------ | ----------- | ----------- | ----------- |
| 1      | 2016        | Biedenkopf  | WEA 1       |
| 2      | 2016        | Breidenbach | WEA 2       |
| 3      | 2016        | Biedenkopf  | WEA 3       |
| 4      | 2016        | Biedenkopf  | WEA 4       |
| 5      | 2016        | Biedenkopf  | WEA 5       |
| 6      | 2016        | Breidenbach | WEA 6       |
| 7      | 2016        | Breidenbach | WEA 7       |
| 8      | 2016        | Breidenbach | WEA 8       |
| 9      | 2016        | Breidenbach | WEA 9       |

## Kritik
Gegen die Errichtung des Windparks gründete sich die „Bürgerinitiative Schwarzenberg-Weißenberg“.